# السعودية في كأس الخليج العربي 1984
تعرضُ هذه المقالة مُشاركة المنتخب السّعُوديّ في كأس الخليج العربي 1984، التي عُقِدَت في سلطنة عمان بَينَ 9 و26 مارس من سنة 1984.

## البُطُولة

### المَجمُوعَة
| فريق                     | لعب | ف | ت | خ | له | عليه | ف.أ | نقاط |
| ------------------------ | --- | - | - | - | -- | ---- | --- | ---- |
| العراق                   | 6   | 4 | 1 | 1 | 11 | 4    | +7  | 9    |
| قطر                      | 6   | 4 | 1 | 1 | 9  | 5    | +4  | 9    |
| السعودية                 | 6   | 3 | 1 | 2 | 9  | 8    | +1  | 7    |
| الإمارات العربية المتحدة | 6   | 2 | 3 | 1 | 5  | 4    | +1  | 7    |
| البحرين                  | 6   | 1 | 2 | 3 | 3  | 6    | −3  | 4    |
| الكويت                   | 6   | 1 | 2 | 3 | 4  | 8    | −4  | 4    |
| عمان                     | 6   | 0 | 2 | 4 | 3  | 9    | −6  | 2    |

### المُبَارَيات

#### السّعُودية ضد قَطر
| قطر                     | 1-2 | السعودية      |
| ----------------------- | --- | ------------- |
| إبراهيم خلفان · علي زيد |     | ماجد عبد الله |

#### السّعُودية ضد عمّان
| السعودية                                | 1-3 | عمّان      |
| --------------------------------------- | --- | --------- |
| فهد المصيبيح · عمر باخشوين · صالح خليفة |     | يونس أمان |

#### السّعُودية ضد العِرَاق
| العراق                                        | 0-4 | السعودية |
| --------------------------------------------- | --- | -------- |
| ناظم شاكر · حسين سعيد · حسين سعيد · حسين سعيد |     |          |

#### السّعُودية ضد الكويت
| الكويت         | 1-1 | السعودية     |
| -------------- | --- | ------------ |
| باسل عبد النبي |     | شايع النفيسة |

#### السّغُودية ضد الإمارات العربيّة المُتّحِدَة
| السعودية               | 0-2 | الإمارات العربية المتحدة |
| ---------------------- | --- | ------------------------ |
| صالح خليفة · سامي جاسم |     |                          |

#### السّعُودية ضد البَحرين
| السعودية                  | 0-2 | البحرين |
| ------------------------- | --- | ------- |
| خالد المعجل · خالد المعجل |     |         |

## مَرَاجِع
1. ↑  "الموقع الدائم لكأس الخليج العربي". مؤرشف من الأصل في 29 ديسمبر 2017. اطلع عليه بتاريخ 4 فبراير 2018.